# Martin Van Den Bossche
Martin Van Den Bossche (Hingene, 10 de marzo de 1941) es un antiguo ciclista profesional belga. Fue gregario de Eddy Merckx.

## Palmarés
1961 (como amateur)
- 1 etapa de la Vuelta a Austria

1964
- Schaal Sels

1967
- Omloop van het Waasland

1968
- 1 etapa de la Semana Catalana

1969
- 1 etapa de la Semana Catalana

1970
- 3º en el  Giro de Italia, más clasificación de la montaña

1972
- Giro de Lazio

## Resultados en las grandes vueltas
| Carrera         | 1963 | 1964 | 1965 | 1966 | 1967 | 1968 | 1969 | 1970 | 1971 | 1972 | 1973 | 1974 |
| --------------- | ---- | ---- | ---- | ---- | ---- | ---- | ---- | ---- | ---- | ---- | ---- | ---- |
| Giro de Italia  | -    | -    | -    | -    | -    | Ab.  | Ab.  | 3º   | -    | 29º  | -    | -    |
| Tour de Francia | -    | -    | -    | 10.º | 59.º | -    | 23º  | 4º   | -    | 15º  | -    | -    |
| Vuelta a España | -    | -    | -    | -    | -    | 38.º | -    | -    | -    | -    | -    | -    |
| Mundial en Ruta | -    | -    | -    | 10º  | -    | -    | -    | -    | -    | -    | -    | -    |

-: no participa

Ab.: abandono